# Rosslare Europort

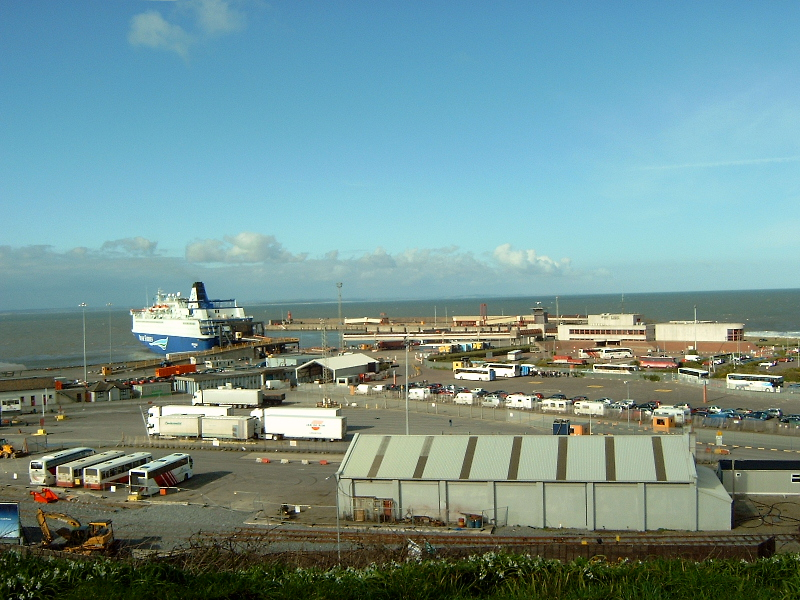
Rosslare Europort

Rosslare Europort (iriska: Ros Láir) är en hamnanläggning i grevskapet Wexford i Republiken Irland. Hamnen ligger vid byn Rosslare Harbour, vilket också var hamnens tidigare namn. Hamnen grundades under 1900-talet eftersom den tidigare hamnen inte klarade av större skepp på grund av skiftande sandbankar.
Hamnen drivs av Iarnród Éireann, det iriska nationella tågbolaget. Detta leder också till en direkt tågförbindelse till Limerick och Dublin. Huvudvägen N11 som är en del av E1 går från Rosslare till Dublin.
Från hamnen går färjor till Cherbourg och Roscoff i Frankrike, till Fishguard och Pembroke Dock i Storbritannien, samt fraktfartyg till Le Havre i Frankrike.
Då hamnen grundlades var det praktiskt taget ingen bebyggelse i området, men idag har det växt upp en liten by med hotell, en katolsk kyrka, bank och ett flertal butiker.
Strax söder om hamnen ligger Greenore Point där man kan se sälar.